# Berlangas de Roa
Berlangas de Roa est une commune d’Espagne, dans la province de Burgos, communauté autonome de Castille-et-León.
Cette localité est également vinicole, et fait partie de l’AOC Ribera del Duero.

## Crédit de traduction
- (es) Cet article est partiellement ou en totalité issu de l’article de Wikipédia en espagnol intitulé « Berlangas de Roa » (voir la liste des auteurs).